# Еустрес
Еустрес (від дав.-гр. εὖ — «добре» й англ. stress — «напруга, тиск») — корисний стрес: психологічний, фізичний (наприклад, фізичні вправи), або біохімічний/радіологічний (гормезис). Термін був запропонований ендокринологом Гансом Сельє.
Це позитивна когнітивна відповідь на стрес, яка не завдає шкоди здоров'ю, або дає почуття задоволення, чи інші позитивні почуття. Сельє створив термін «підгрупа стресу», аби диференціювати широкий спектр стресорів та проявів стресу.
Протилежна, негативна відповідь на стрес називається дистресом.

## Стрес
Насправді стрес — нормальна реакція організму на всі зовнішні і внутрішні подразники, а також різні фактори ризику, які повсякденно присутні в звичайному житті людини.

### Конструктивний стрес
Будь-яка людина в своєму житті неодноразово відчуває так званий корисний стрес, але навіть не помічає цього. Еустрес допомагає в тій чи іншій ситуації, подолавши її, відчути себе сильніше, підвищує психологічну і фізичну витривалість. Вирішення важкої ситуації викликає досить приємне, легке відчуття ейфорії і підсилює позитивні емоції. Це автоматично змушує людину забувати про переживання, які не давали спокою. Саме тому еустрес не розглядається як стресовий стан, він навіть необхідний для нормальної життєдіяльності. Але позитивні емоції, викликані конструктивними стресом, можуть і перевантажити організм. Особливо ризикують люди, які страждають серцево-судинними патологіями.

### Приклади впливу еустресу на організм людини
Зрозуміти що таке еустрес, допоможуть прості життєві ситуації. Найяскравішим прикладом конструктивного стресу є звичайний іспит. Мобілізація всіх внутрішніх ресурсів дозволяє молодим людям досягати максимального результату: підвищується впевненість у власних силах, адекватна оцінка своїх можливостей, реальний прогноз подій, — і все, іспит зданий. Стан ейфорії, величезний приплив позитивних емоцій і енергії допомагають організму забути безсонні ночі, всі хвилювання і переживання.
Ще один приклад еустресу — професійний спорт. Перед кожним змаганням спортсмен відчуває хвилювання, яке приходить на допомогу. Найчастіше цей стан характеризується ясністю свідомості і відносним розслабленням — це так звана спокійна настороженість. Вона допомагає збільшити концентрацію уваги на певному моменті: силі, швидкості, координації. Але в той же час спортсмен, який не отримав очікуваного результату, замість позитивних емоцій може випробувати важкий, негативний дистрес.
Багато подій в житті людини, що приносять радісні і позитивні емоції, наприклад: весілля, народження дитини, перше побачення або вдалий захист диплома — є яскравими прикладами еустресу. На щастя, в більшості випадків конструктивний стрес позитивно впливає на організм і допомагає грамотно і раціонально вирішувати більшість повсякденних завдань, але тільки лише в тих випадках, коли досить важка ситуація виявляється перебореною.